# Матільда Геттер
Матільда Александра Геттер (пол. Matylda Aleksandra Getter; 25 лютого 1870, Варшава, Царство Польське, Російська імперія — 8 серпня 1968, Варшава, Польська Народна Республіка) — черниця Римо-католицької церкви в Польщі, настоятелька провінції Конгрегації сестер-францисканок Сім'ї Марії[ (RM), настоятелька монастиря у Варшаві, соціальна працівниця. Під час Другої світової війни та нацистської окупації Польщі співпрацювала з Радою допомоги євреям. Врятувала сотні дітей із Варшавського гетто.
Кавалер ордена Відродження Польщі. Держава Ізраїль посмертно удостоїла її почесного звання праведниці народів світу.

## Біографія

### Сім'я і ранні роки
Народилася 25 лютого 1870 року у Варшаві в багатодітній родині Кароля Геттер і Матільди, уродженої Неміської. Батько її володів м'ясною крамницею. Мати була домогосподаркою. У сімейного подружжя Геттер народилися десять дітей: сім синів — Кароль, Владислав, Чеслав, Антоній, Генрик, Юліуш, Едмунд і три дочки — Матильда, Ізабела, Марія. Будинок батьків знаходився поруч із гетто для євреї, життя в якому було важким через ізоляцію і, як наслідок, бідність його мешканців. Із самого дитинства Матільда була свідком сумних наслідків антисемітизму. Як найстарша з сестер, вона, ставши черницею, не підтримувала з родичами тісного спілкування. Однак, коли під час Другої світової війни Матільда звернулася до них за допомогою, вони їй допомогли.
Із 1881 по 1884 рік Матільда навчалася у Варшаві в закритому пансіоні для дівчаток, яким таємно керували сестри-францисканки Сім'ї Марії, тому що в Російській імперії була заборонена діяльність чернечих орденів Римо-католицької церкви.

### Чернецтво
За порадою свого духівника 10 квітня 1887 року вона вступила в Конгрегацію сестер-францисканок Сім'ї Марії, щоб піклуватися про дітей з бідних сімей та сиріт. Таємний будинок сестер, в який її прийняли, знаходився у Варшаві на вулиці Желязна. Сестри носили мирський одяг, але жили за статутом Конгрегації. Новіціят Матільда розпочала в будинку сестер в Одесі 10 грудня 1887 року. 8 грудня 1889 року вона принесла тимчасові, а 23 січня 1895 року — вічні обіти, залишивши в чернецтві лише одне з двох імен, які отримала при хрещенні.
Ставши черницею, вона присвятила себе педагогічній та благодійній діяльності. За час перебування в Одесі, Матільда закінчила гімназію і, склавши іспити, отримала диплом гувернантки з викладанням французької мови. Диплом був виданий їй Одеським навчальним округом 14 жовтня 1893 року. У 1890—1898 роках Матільда викладала дівчаткам у робітничій школі. У 1898—1903 роках керувала дитячим притулком на вулиці Молдаванка в Одесі, на якій жили євреї. У 1893 і 1900 роках, супроводжуючи Генеральну настоятельку Конгрегації, двічі відвідала Рим.
У 1903 році Матільда направлена на служіння в будинок сестер у Санкт-Петербург, при якому діяли школа для дівчаток, сирітський притулок і лікарня. У 1908 році вона знову відвідала Рим, де пробула чотири місяці у сестер-францисканок місіонерок Марії. Планувалося об'єднання цієї Конгрегації з Франції з тією, до якої належала Матільда. У кінці 1908 року вона повернулася до Варшави і очолила головний будинок сестер-францисканок Сім'ї Марії.
До Другої світової війни працювала соціальним працівником. Працювала, головним чином, в центральній Польщі і на сході країни, на території сучасних Литви і Білорусі. Її діяльність була відзначена низкою державних нагород.
У вересні 1939 року Матільда Геттер отримала призначення на місце провінційної настоятельки в будинок інституту у Варшаві за адресою вулиця Хожей, 53.

### Під час війни
Із початком Другої світової війни черниці відкрили притулок для 500 цивільних осіб, надаючи всім медичну та соціальну допомогу. У 1944 році цей пункт став госпіталем для учасників Варшавського повстання. Під час окупації черниці тримали відкритою кухню, яка годувала близько 300 бідних людей щодня.
Матільда Геттер співпрацювала з польським рухом опору, передаючи підпіллю фальшиві документи для осіб, яких переслідували нацистські окупанти. У дитячих будинках Конгрегації в Аніні, Бялоленці, Хотомуві та Варшаві настоятелька приховувала дітей євреї із Варшавського гетто. У 1942 році вона ухвалила рішення, що інститут прийме кожну дитину, яка потребує допомоги. Під час окупації черниці врятували від 250 до 550 дітей з гетто. Матільда Геттер ризикувала своїм життям, приймаючи їх в дитячі будинки і видаючи дорослих євреїв під виглядом працівників Інституту. Вона взяла на себе відповідальність за підготовку фальшивих свідоцтв про народження.

### Смерть та пам'ять
Матільда Геттер померла 8 серпня 1968 року у Варшаві. Вона була посмертно нагороджена медаллю Праведника світу 17 січня 1985 року .